# 陕西省宋庆龄基金会
陕西省宋庆龄基金会（英語：Shaanxi Soong Ching Ling Foundation）是陕西省的一家以宋庆龄的名字命名的基金會，成立于1988年10月。辦公地址為西安市兴善寺东街57号。
中华人民共和国民政部于2010年授予陕西省宋庆龄基金会“全国先进社会组织”称号。

## 丑闻

### 下属幼儿园喂药丑闻
陕西省宋庆龄基金会下属的枫韵幼儿园位于西安市科技路西口的枫韵蓝湾小区内，共有690名幼儿，是一所2007年开园的民办幼儿园。2014年3月，该幼儿园被曝在未告知家长的情况下，长期给园内幼儿集体服用抗病毒处方药“病毒灵”（吗啉胍）。部分家长表示幼儿园此举是为了经济利益，引发家长聚集抗议。而同样是陕西省宋庆龄基金会下属的鸿基新城幼儿园也发生了家长堵路讨说法事件。

## 外部連結
- 陕西省宋庆龄基金会 （页面存档备份，存于）